# پرنیک

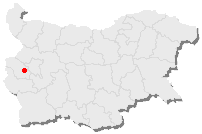

شهر پرنیک مرکز استان پرنیک بلغارستان است. جمعیت این شهر در سال ۲۰۰۱ بالغ بر ۸۶٬۱۳۳ نفر بوده است. این شهر پس از صوفیه پرجمعیت‌ترین شهر غرب بلغارستان است. این شهر دو دو سوی کرانه رود استروما قرار دارد و در نزدیکی کوه ویتوشا واقع شده است.

## نگارخانه

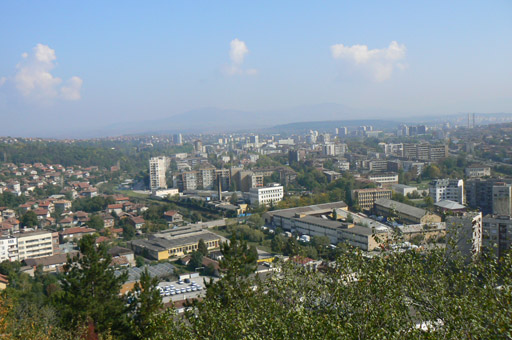
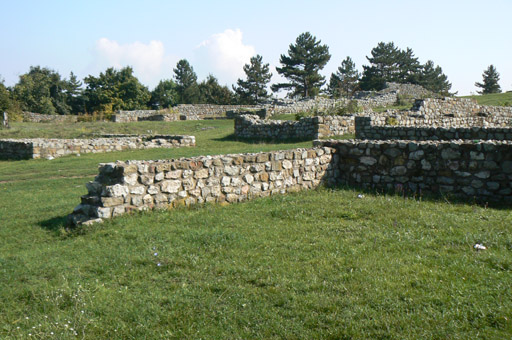
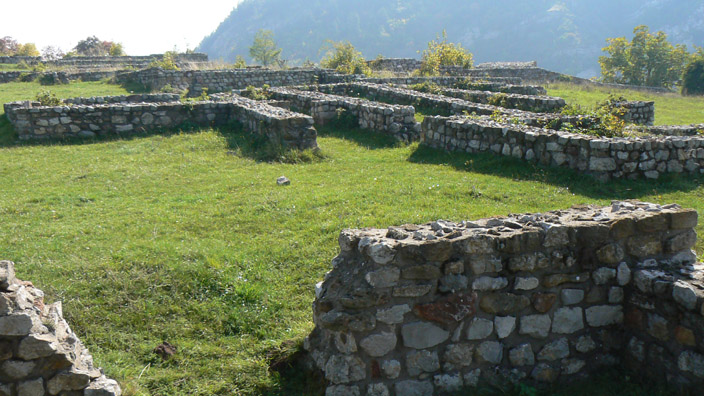
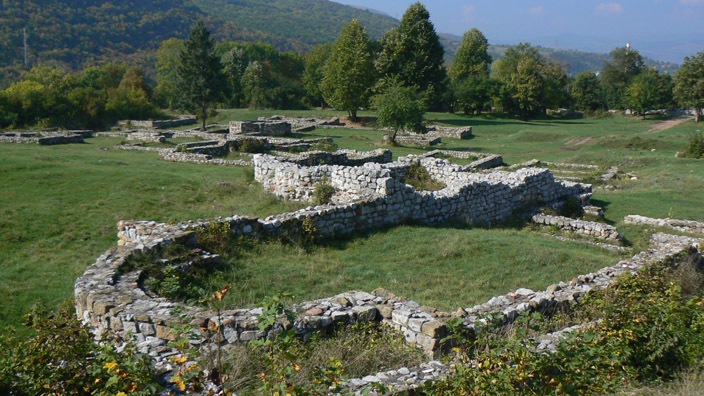
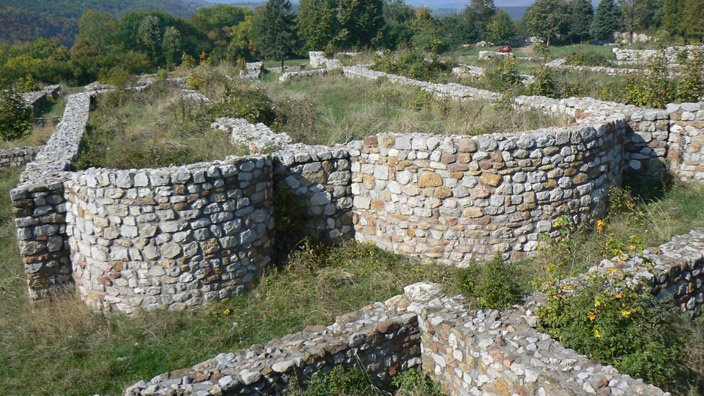
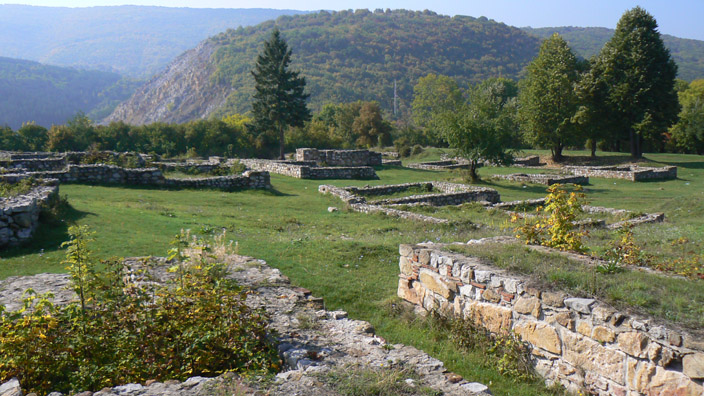
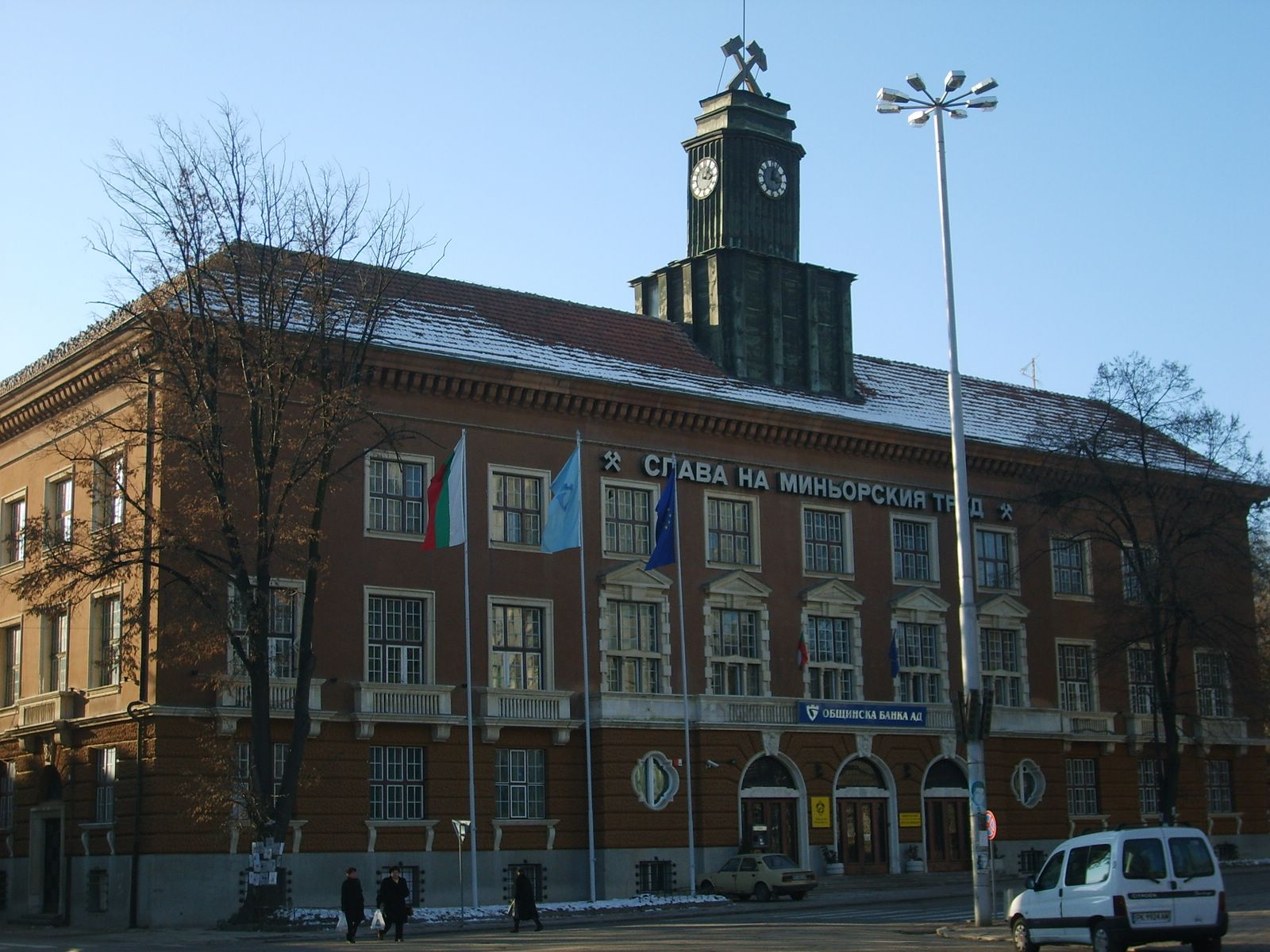
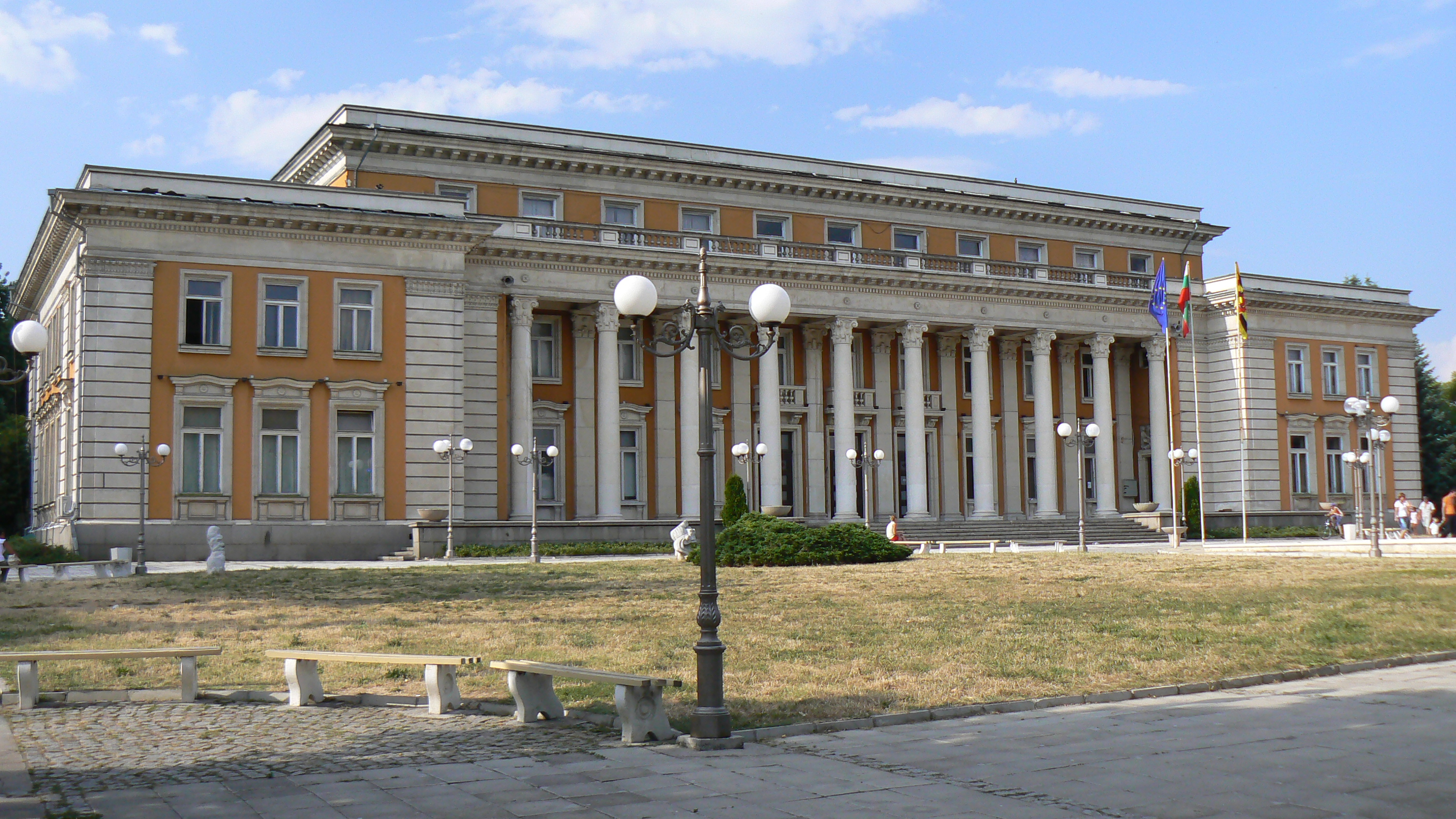
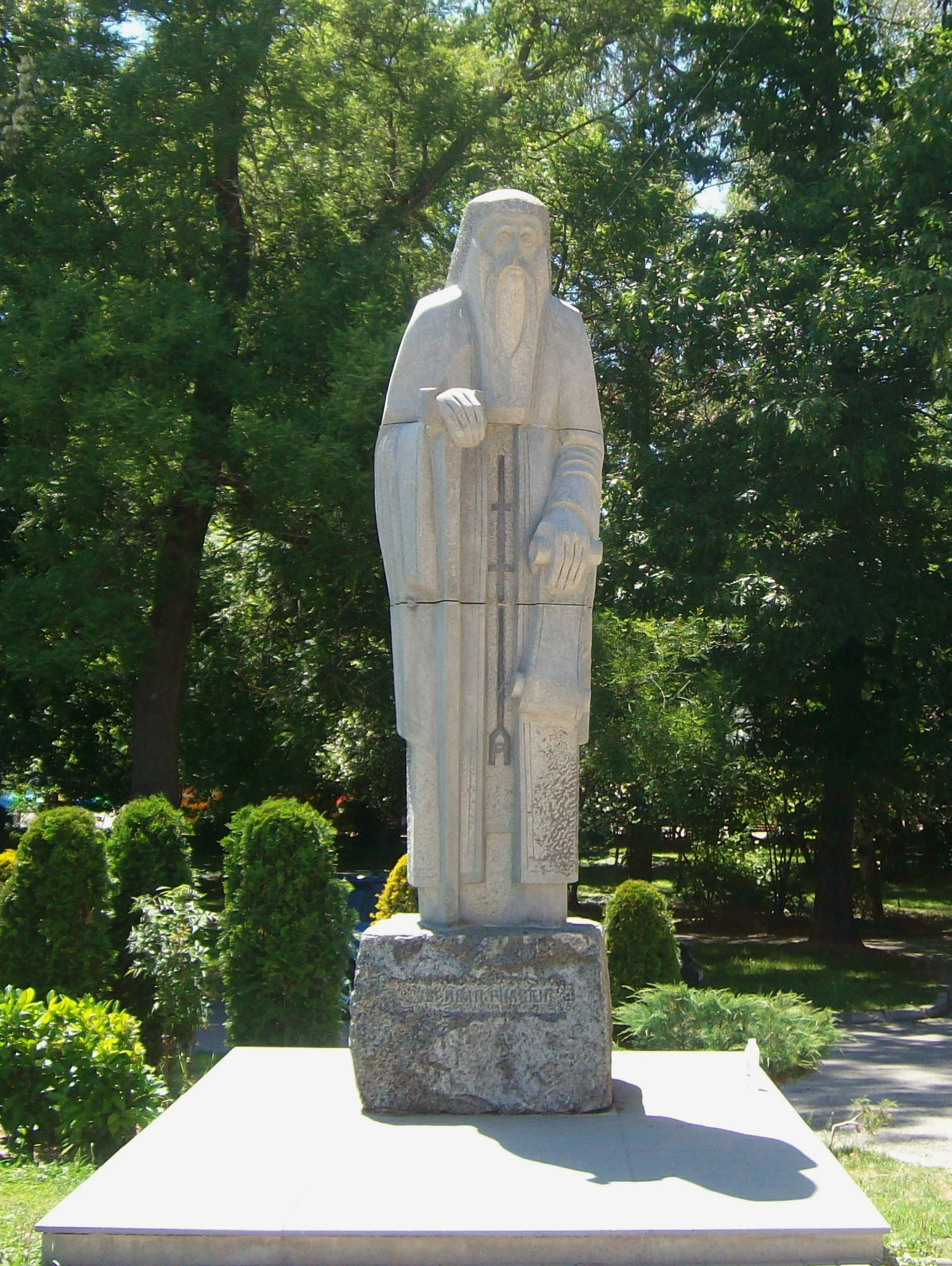